# Canon EOS-1Ds
Canon EOS-1Ds är en digital systemkamera från Canon som kom våren 2003. Kameran hör hemma i proffsegmentet. EOS-1Ds har till skillnad från EOS-1D en fullformatssensor.
Kameran har en 2-tums bildskärm och cirka 11,4 megapixels. Kortaste slutartiden är 1/8000 s.

## EOS-1Ds Mark II
Efterföljanden EOS-1Ds Mark II som kom i oktober 2005 innehåll i stora drag följande nyheter:
- 16,7 megapixels sensor
- 4 bilder/s serietagning med en buffert på 11 råbilder eller 32 JPEG-bilder
- sladdlös fjärrkontroll

## EOS-1Ds Mark III

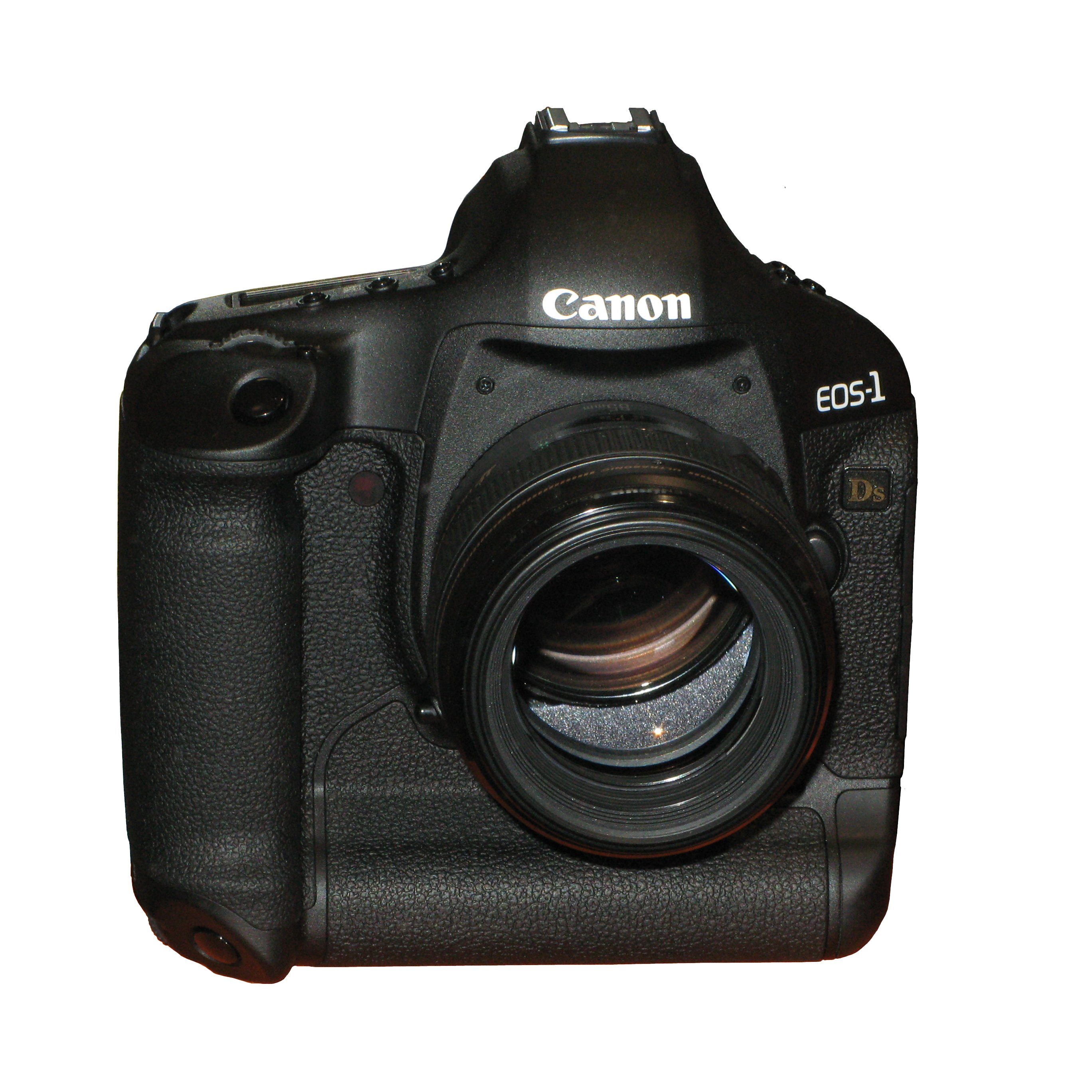
Canon EOS-1Ds Mark III

I december 2007 var det dags för EOS-1Ds Mark III, den senaste versionen i 1Ds-serien. Kameran hade fram till nyligt rekordet i upplösning för DSLR-fullformatskameror med sina 21 megapixels. Nu är den dock passerad av Sony Alpha A900 och Nikon D3X. Andra huvudsakliga förbättringar är:
- en större 3-tums bildskärm
- Live View, dvs. kontinuerlig visning av sökarinformation innan bild tas
- sensorrengöring

## Uppföljare
Närmast är det en sammanslagning av EOS-1D och EOS-1Ds som gäller: 
- Canon EOS-1D X (introduktion 2011-10-18, leveranser under 2012)